# Клитория
Клито́рия (лат. Clitória) — род цветковых растений семейства Бобовые порядка Бобовоцветные, объединяющий около семидесяти видов, распространённых в тропических и умеренных регионах Америки и Азии. Большинство видов — травянистые растения, но есть также и кустарники.
Клиторию выращивают как декоративное растение, также применяют при рекультивации земель. В Азии цветки клитории используют в качестве пищевого красителя, а также заваривают как чай (напиток при этом получается синего цвета).

## Название
Научное название рода происходит от латинского слова clitoris («клитор»). Это название было дано таксону великим шведским учёным Карлом Линнеем — он нашёл лодочку в венчике этого растения похожей на этот женский орган.
Английские общеупотребительные названия клитории (относящиеся в первую очередь к наиболее распространённому виду, клитории тройчатой) — Butterfly pea («мотыльковый горошек») и pigeon wings («голубиные крылья»). Немецкие общеупотребительные названия растения — Schmetterlings-Erbse («мотыльковый горошек») и Schamblume («срамной цветок»). Несмотря на то, что термин был введён шведом, современное общеупотребительное название этого ботанического рода в шведском языке также избегает анатомических ассоциаций и звучит как Himmelsärtssläktet («род небесного горошка»).

## Распространение
Некоторые виды клитории происходят из тропиков и субтропиков Америки, но родина большинства видов, в том числе наиболее известного, клитории тройчатой (Clitoria ternatea), — Юго-Восточная Азия. Клиторию тройчатую также выращивают во многих других регионах мира — в Африке, Австралии, в Америке.
В Северной Америке северная граница ареала рода доходит до Великих озёр, самый северный вид клитории — клитория атлантическая (Clitoria mariana).

## Биологическое описание

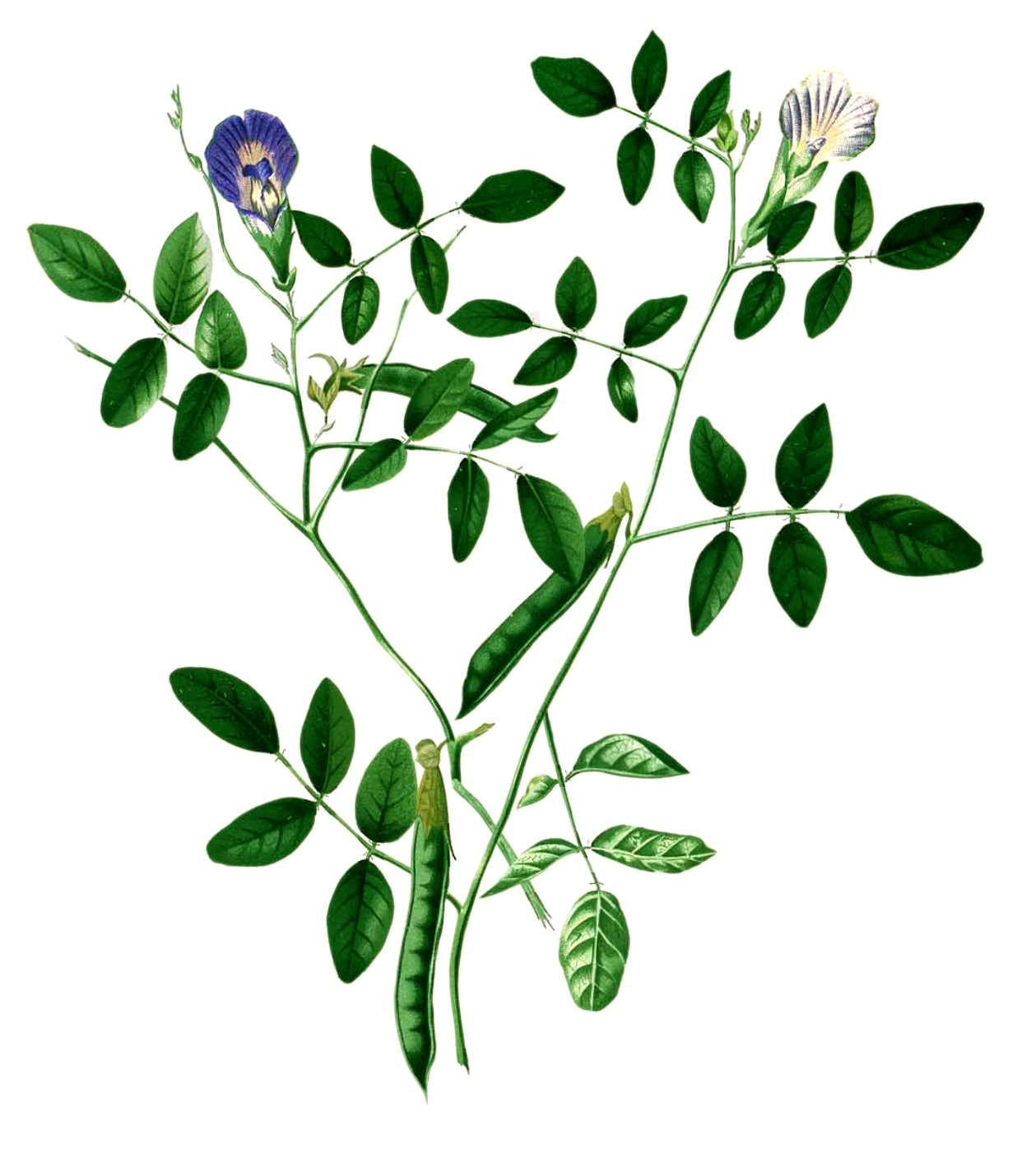
Клитория тройчатая (Clitoria ternatea).

Представители рода клитория — вечнозелёные травянистые многолетние лианы, иногда — кустарники или небольшие деревья. Стебель нередко лежачий, — например, у клитории атлантической (Clitoria mariana).
Листья у клиторий перистые, обычно тройчатые, листочки ланцетно-яйцевидные, длиной до 7 см. Верхняя часть листочков обычно тёмно-зелёная, нижняя — сизовато-зелёная. Имеются прилистники длиной в несколько миллиметров и совсем короткие шиловидные прилистнички.
Цветки представителей рода обычно одиночные (изредка собраны в небольшие соцветия), пазушные, с трубчатой чашечкой длиной до полутора сантиметров. Похожи на цветки других бобовых — например, из рода горох (Pisum). Венчик — мотылькового типа, при этом флаг значительно крупнее остальных четырёх лепестков, до 5 см в поперечнике. Крылья и лодочка образуют плотный гребешок длиной до двух третей диаметра флага. Окраска лепестков — почти белая, розовая, а также всех оттенков синего, от бледно-сиреневого до тёмно-синего; на флаге может быть желтоватое пятно. Цветоножка у клитории перекручена на 180 градусов, поэтому крылья с лодочкой находятся не в нижней части венчика, как у других растений с венчиком этого типа, а в верхней.
Опыление осуществляется с помощью насекомых, которые залезают за пыльцой внутрь этого гребешка с его нижней стороны. Плод — плоский боб длиной в несколько сантиметров.

## Использование

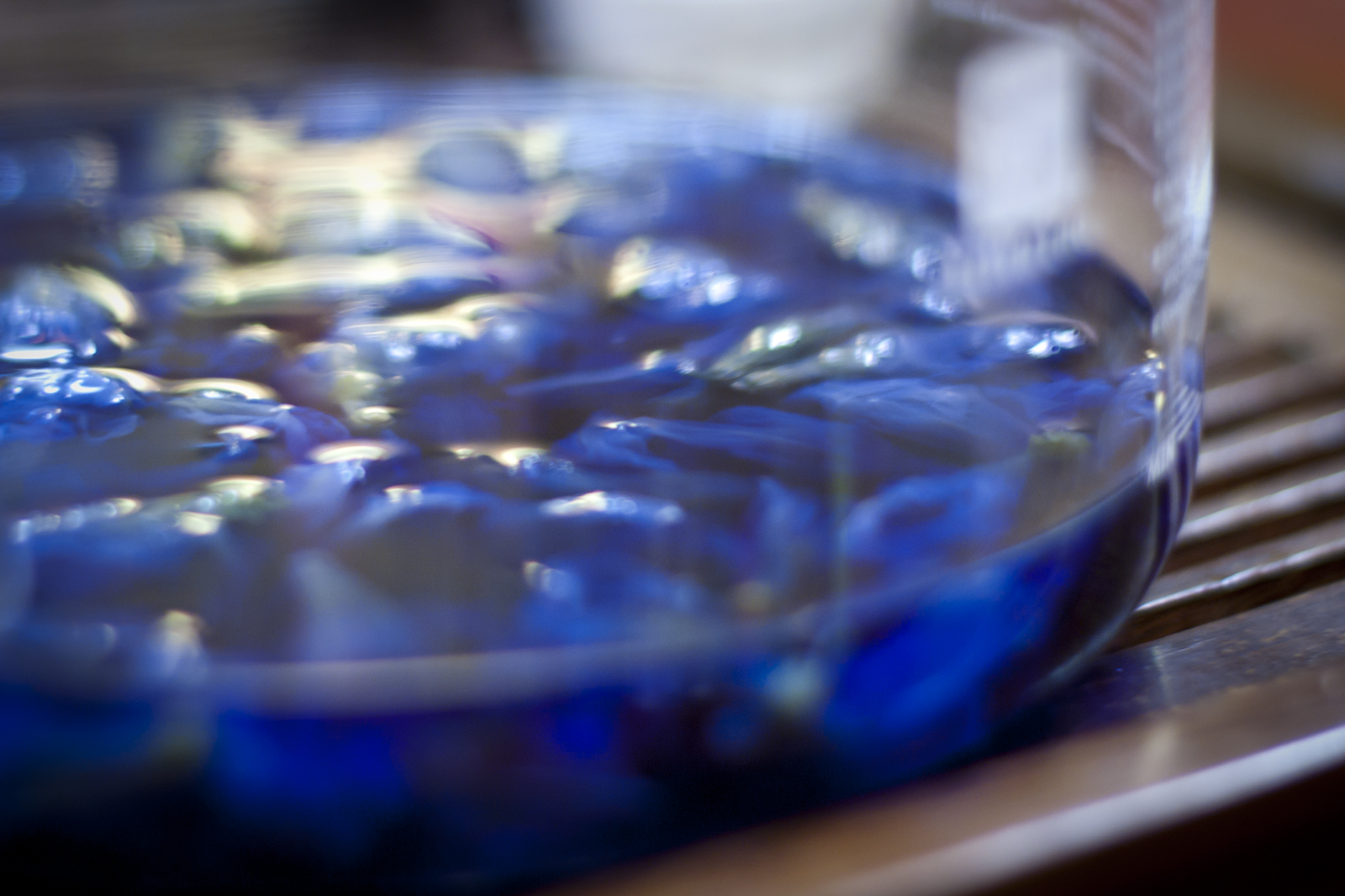
Чай из клитории тройчатой

Используется в основном клитория тройчатая — в научной и традиционной медицине, а также в кухне Юго-Восточной Азии (как синий пищевой краситель, а также для производства напитка nam dok anchan).
Некоторые виды клитории выращивают в садах как декоративные растения. Делать это можно не только в тропических регионах, но и в районах с умеренным климатом, но без заморозков. Выращивают большей частью клиторию тройчатую. Североамериканская клитория атлантическая (Clitoria mariana) также весьма декоративна, но в культуре приживается с трудом.
Как и многие другие представители бобовых, клитория способна фиксировать атмосферный азот, поэтому иногда её выращивают для повышения качества земель. Клитория тройчатая, к примеру, в Австралии используется для рекультивации территорий угольных шахт.

## Классификация

### Таксономическое положение
Род Клитория входит в подтрибу Клиториевые (Clitoriinae) трибы Фасолевые (Phaseoleae). Из широко известных растений в эту же трибу входят роды Вигна, или Коровий горох (Vigna), Соя (Glycine) и Фасоль (Phaseolus). Триба Фасолевые относится к подсемейству Мотыльковые (Faboideae) семейства Бобовые (Fabaceae). Ранее клиторию включали в трибу Нутовые (Cicereae).
Таксономическая схема
| отдел Цветковые, или Покрытосеменные |                                                         |                          |                          |                          |                                               |                          |                          |                          |                              |                          |                          |                       | |                       |                       |                       |                                                                  |                       |                       |  | |  |
|                                      | порядок Бобовоцветные                                   | порядок Бобовоцветные    | порядок Бобовоцветные    | порядок Бобовоцветные    | порядок Бобовоцветные                         | порядок Бобовоцветные    | порядок Бобовоцветные    | порядок Бобовоцветные    | порядок Бобовоцветные        | порядок Бобовоцветные    | порядок Бобовоцветные    | порядок Бобовоцветные | порядок Бобовоцветные                                                                                   | порядок Бобовоцветные | порядок Бобовоцветные | порядок Бобовоцветные | порядок Бобовоцветные                                            | порядок Бобовоцветные | порядок Бобовоцветные |  | ещё 58 порядков цветковых растений (APG III), из которых к бобовоцветным наиболее близки Бересклетоцветные, Букоцветные, Кисличноцветные, Мальпигиецветные, Розоцветные и Тыквоцветные |  |
|                                      | семейство Бобовые                                       | семейство Бобовые        | семейство Бобовые        | семейство Бобовые        | семейство Бобовые                             | семейство Бобовые        | семейство Бобовые        | семейство Бобовые        | семейство Бобовые            | семейство Бобовые        | семейство Бобовые        | семейство Бобовые     | семейство Бобовые                                                                                       | семейство Бобовые     | семейство Бобовые     |                       | ещё три семейства (APG III): Истодовые, Квиллайевые и Суриановые |                       |                       |  | ещё 58 порядков цветковых растений (APG III), из которых к бобовоцветным наиболее близки Бересклетоцветные, Букоцветные, Кисличноцветные, Мальпигиецветные, Розоцветные и Тыквоцветные |  |
|                                      | подсемейство Мотыльковые                                | подсемейство Мотыльковые | подсемейство Мотыльковые | подсемейство Мотыльковые | подсемейство Мотыльковые                      | подсемейство Мотыльковые | подсемейство Мотыльковые | подсемейство Мотыльковые | подсемейство Мотыльковые     | подсемейство Мотыльковые | подсемейство Мотыльковые |                       | ещё два подсемейства: Мимозовые (в том числе Акация, Мимоза) и Цезальпиниевые (в том числе Цезальпиния) |                       |                       |                       | ещё три семейства (APG III): Истодовые, Квиллайевые и Суриановые |                       |                       |  | ещё 58 порядков цветковых растений (APG III), из которых к бобовоцветным наиболее близки Бересклетоцветные, Букоцветные, Кисличноцветные, Мальпигиецветные, Розоцветные и Тыквоцветные |  |
|                                      | триба Фасолевые                                         | триба Фасолевые          | триба Фасолевые          | триба Фасолевые          | триба Фасолевые                               | триба Фасолевые          | триба Фасолевые          |                          | ещё около двадцати пяти триб |                          |                          |                       | ещё два подсемейства: Мимозовые (в том числе Акация, Мимоза) и Цезальпиниевые (в том числе Цезальпиния) |                       |                       |                       | ещё три семейства (APG III): Истодовые, Квиллайевые и Суриановые |                       |                       |  | ещё 58 порядков цветковых растений (APG III), из которых к бобовоцветным наиболее близки Бересклетоцветные, Букоцветные, Кисличноцветные, Мальпигиецветные, Розоцветные и Тыквоцветные |  |
|                                      | род Клитория                                            | род Клитория             | род Клитория             |                          | ещё около ста родов, в том числе Соя и Фасоль |                          |                          |                          | ещё около двадцати пяти триб |                          |                          |                       | ещё два подсемейства: Мимозовые (в том числе Акация, Мимоза) и Цезальпиниевые (в том числе Цезальпиния) |                       |                       |                       | ещё три семейства (APG III): Истодовые, Квиллайевые и Суриановые |                       |                       |  | ещё 58 порядков цветковых растений (APG III), из которых к бобовоцветным наиболее близки Бересклетоцветные, Букоцветные, Кисличноцветные, Мальпигиецветные, Розоцветные и Тыквоцветные |  |
|                                      | около 70 видов; наиболее известный — Клитория тройчатая |                          |                          |                          | ещё около ста родов, в том числе Соя и Фасоль |                          |                          |                          | ещё около двадцати пяти триб |                          |                          |                       | ещё два подсемейства: Мимозовые (в том числе Акация, Мимоза) и Цезальпиниевые (в том числе Цезальпиния) |                       |                       |                       | ещё три семейства (APG III): Истодовые, Квиллайевые и Суриановые |                       |                       |  | ещё 58 порядков цветковых растений (APG III), из которых к бобовоцветным наиболее близки Бересклетоцветные, Букоцветные, Кисличноцветные, Мальпигиецветные, Розоцветные и Тыквоцветные |  |
|                                      |                                                         |                          |                          |                          | ещё около ста родов, в том числе Соя и Фасоль |                          |                          |                          | ещё около двадцати пяти триб |                          |                          |                       | ещё два подсемейства: Мимозовые (в том числе Акация, Мимоза) и Цезальпиниевые (в том числе Цезальпиния) |                       |                       |                       | ещё три семейства (APG III): Истодовые, Квиллайевые и Суриановые |                       |                       |  | ещё 58 порядков цветковых растений (APG III), из которых к бобовоцветным наиболее близки Бересклетоцветные, Букоцветные, Кисличноцветные, Мальпигиецветные, Розоцветные и Тыквоцветные |  |
|                                      |                                                         |                          |                          |                          |                                               |                          |                          |                          | ещё около двадцати пяти триб |                          |                          |                       | ещё два подсемейства: Мимозовые (в том числе Акация, Мимоза) и Цезальпиниевые (в том числе Цезальпиния) |                       |                       |                       | ещё три семейства (APG III): Истодовые, Квиллайевые и Суриановые |                       |                       |  | ещё 58 порядков цветковых растений (APG III), из которых к бобовоцветным наиболее близки Бересклетоцветные, Букоцветные, Кисличноцветные, Мальпигиецветные, Розоцветные и Тыквоцветные |  |
|                                      |                                                         |                          |                          |                          |                                               |                          |                          |                          |                              |                          |                          |                       | ещё два подсемейства: Мимозовые (в том числе Акация, Мимоза) и Цезальпиниевые (в том числе Цезальпиния) |                       |                       |                       | ещё три семейства (APG III): Истодовые, Квиллайевые и Суриановые |                       |                       |  | ещё 58 порядков цветковых растений (APG III), из которых к бобовоцветным наиболее близки Бересклетоцветные, Букоцветные, Кисличноцветные, Мальпигиецветные, Розоцветные и Тыквоцветные |  |
|                                      |                                                         |                          |                          |                          |                                               |                          |                          |                          |                              |                          |                          |                       | |                       |                       |                       | ещё три семейства (APG III): Истодовые, Квиллайевые и Суриановые |                       |                       |  | ещё 58 порядков цветковых растений (APG III), из которых к бобовоцветным наиболее близки Бересклетоцветные, Букоцветные, Кисличноцветные, Мальпигиецветные, Розоцветные и Тыквоцветные |  |
|                                      |                                                         |                          |                          |                          |                                               |                          |                          |                          |                              |                          |                          |                       | |                       |                       |                       |                                                                  |                       |                       |  | ещё 58 порядков цветковых растений (APG III), из которых к бобовоцветным наиболее близки Бересклетоцветные, Букоцветные, Кисличноцветные, Мальпигиецветные, Розоцветные и Тыквоцветные |  |
|                                      |                                                         |                          |                          |                          |                                               |                          |                          |                          |                              |                          |                          |                       | |                       |                       |                       |                                                                  |                       |                       |  | |  |

### Наиболее известные виды
- Бразильский вид Clitoria laurifolia Poir. [syn.  Clitoria cajanifolia (C.Presl) Benth. — Клитория каянусолистная, или Клитория кайянолистная][6] интересен тем, что на его семенах имеются слизистые выделения — наличие такого приспособления способствует распространению семян[6]. Видовой эпитет объясняется похожестью листьев этого растения листьям растений из другого рода семейства Бобовые — каянуса (Cajanus)
- Североамериканский вид Clitoria mariana — Клитория атлантическая распространён на юге и востоке США; на севере доходит до Великих озёр. Встречается в редких лесах и зарослях кустарника; предпочитает хорошо освещённые сухие места. Травянистая лиана длиной до 60 см с одиночными цветками размером до 5 см в поперечнике; лепестки бледно-сиреневые с более тёмным рисунком и одиночным желтоватым пятном[3].
- Clitoria ternatea L. — Клитория тройчатая, или Клитория тернатская — наиболее известный вид. Ареал вида занимает всю тропическую часть Азии. Многолетняя вечнозелёная травянистая лиана длиной до 3,5 м с тонкими побегами, ярко-зелёными листьями с тремя или пятью листочками и цветками диаметром около 5 см[1]. Выведены многочисленные сорта, отличающиеся, в том числе, формой и окраской цветков.

### Синонимы
Синонимы рода Клитория:
- = Clitoriastrum Heist. (1748), nom. inval.
- = Macrotrullion Klotzsch (1849), nom. nud.
- = Martia Leandro (1821), nom. illeg.
- = Martiusia Schult. (1822)
- = Neurocarpum Desv. (1813)
- = Rhombifolium Rich. ex DC. (1825), nom. inval.
- = Ternatea Mill. (1754)
- ≡ Nauchea J.-T.Descourt. (1826), nom. superfl.
- ≡ Vexillaria Eaton (1817), nom. superfl.

### Список видов
По информации базы данных The Plant List (2013), род включает 66 видов:
- Clitoria amazonum Benth. — Клитория амазонская
- Clitoria andrei Fantz
- Clitoria annua J.Graham — Клитория однолетняя
- Clitoria arborea Benth. — Клитория древовидная, или Клитория древесная
- Clitoria arborescens R.Br. — Клитория древовидная
- Clitoria australis Benth. — Клитория южная
- Clitoria brachycalyx Harms
- Clitoria brachystegia Benth.
- Clitoria canescens Fantz
- Clitoria cavalcantei Fantz
- Clitoria cordiformis Fantz
- Clitoria cordobensis Burkart
- Clitoria coriacea Schery
- Clitoria dendrina Pittier
- Clitoria densiflora (Benth.) Benth.
- Clitoria epetiolata Burkart
- Clitoria fairchildiana R.A.Howard
- Clitoria falcata Lam. — Клитория серповидная
- Clitoria flagellaris (Benth.) Benth.
- Clitoria flexuosa Fantz
- Clitoria fragrans Small
- Clitoria froesii Fantz
- Clitoria glaberrima Pittier
- Clitoria guianensis (Aubl.) Benth.
- Clitoria hanceana Hemsl.
- Clitoria hermannii Fantz
- Clitoria heterophylla Lam. — Клитория разнолистная
- Clitoria humilis Rose
- Clitoria irwinii Fantz
- Clitoria javanica Miq.
- Clitoria javitensis (Kunth) Benth.
- Clitoria juninensis Fantz
- Clitoria kaessneri Harms — Клитория лавролистная
- Clitoria kaieteurensis Fantz
- Clitoria lasciva Benth.
- Clitoria laurifolia Poir.
- Clitoria leptostachya Benth.
- Clitoria linearis Gagnep. — Клитория линейная
- Clitoria macrophylla Benth.
- Clitoria magentea Fantz
- Clitoria magnifica Alf.Fern. & P.Bezerra
- Clitoria mariana L. — Клитория атлантическая
- Clitoria mexicana Link — Клитория мексиканская
- Clitoria monticola Brandegee
- Clitoria moyobambensis Fantz
- Clitoria mucronulata Benth.
- Clitoria nana Benth. — Клитория карликовая
- Clitoria nervosa Herzog
- Clitoria obidensis Huber
- Clitoria pendens Fantz
- Clitoria plumosa Fantz
- Clitoria polystachya Benth.
- Clitoria pozuzoensis J.F.Macbr.
- Clitoria rotundifolia (Vahl) Sessé & Moc.
- Clitoria rubiginosa Pers. — Клитория ржавая
- Clitoria sagotii Fantz
- Clitoria selloi Benth.
- Clitoria simplicifolia (Kunth) Benth.
- Clitoria snethlageae Ducke
- Clitoria steyermarkii Fantz
- Clitoria stipularis Burkart — Клитория соломенная
- Clitoria ternatea L. typus[9] — Клитория тройчатая
- Clitoria triflora S.Watson
- Clitoria tunuhiensis Fantz
- Clitoria vaupellii J.Graham
- Clitoria woytkowskii Fantz

Ещё более ста видовых названий этого рода имеют в The Plant List (2013) статус unresolved name, то есть относительно этих названий нельзя однозначно сказать, следует ли их использовать как названия самостоятельных видов — либо их следует свести в синонимику других таксонов.